# El fantasma de la ópera (película de 1925)
El fantasma de la ópera (título original: The Phantom of the Opera) es una película muda estadounidense de 1925 dirigida por Rupert Julian, aún vivo el autor de la novela. Es la primera adaptación conservada (hubo una anterior de 1916, perdida) de la novela homónima de Gastón Leroux. 
El actor Lon Chaney desempeña el rol de un enmascarado y desfigurado "fantasma" llamado Erik que reside en la Ópera de París, y da lugar a asesinatos y mutilaciones en un intento por forzar a los sostenedores del teatro a que hagan la estrella del espectáculo a Christine Daaé, la mujer que él ama.
Esta película causó más impacto por el horror intencionado producido por Lon Chaney con su aspecto, ya que él mismo se aplicaba el maquillaje, que fue mantenido en secreto por el estudio, hasta el lanzamiento de la película.
Además de Chaney, el largometraje fue protagonizado por estrellas como Mary Philbin, Norman Kerry, Arthur Edmund Carewe, Gibson Gowland, John St. Polis y Snitz Edwards. La última sobreviviente del reparto original fue Carla Laemmle (1909–2014), sobrina del productor Carl Laemmle, que actuó en un pequeño rol, el de la "Primera Bailarina", cuando tenía 15 años de edad.
En 1998, la película fue considerada «cultural, histórica y estéticamente significativa» por la Biblioteca del Congreso de Estados Unidos y seleccionada para su preservación en el National Film Registry.

## Argumento

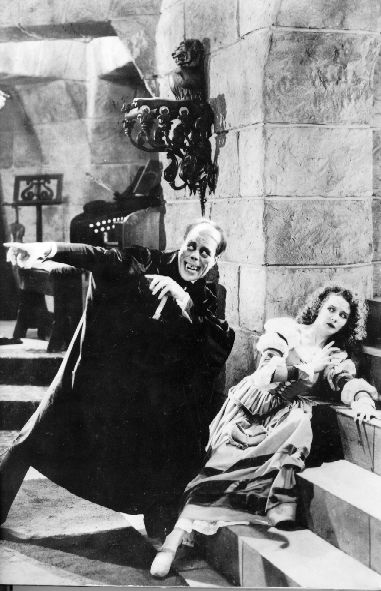
Erik, el fantasma de la ópera (Lon Chaney), y Christine Daaé (Mary Philbin)

La película empieza con el debut de la nueva temporada en el Teatro de la Ópera Garnier de París, con una producción de Fausto de Gounod. El Conde Philippe de Chagny (John St. Polis) y su hermano, el vizconde Raoul de Chagny (Norman Kerry) están presentes. Raoul asiste sólo con la esperanza de escuchar a su novia Christine Daaé (Mary Philbin), cantar. Christine ha hecho una subida repentina del coro a suplente de la prima donna. Raoul la visita en su camerino durante la actuación, y le comunica que él desea que Christine renuncie y se case con él. Christine se niega a dejar que su relación se interponga en el camino de su carrera.
En el apogeo de la temporada más próspera en la historia de la ópera, los gestores de repente deciden renunciar. Al salir, les dicen a los nuevos gestores sobre el Fantasma de la Ópera, un fantasma que siempre pide el palco n.º 5, entre otras cosas. Los nuevos gestores se ríen de ello como si se tratara de una broma, pero los viejos gestores se retiran preocupados.
Después de la actuación, las chicas del ballet son perturbadas por la visión de un hombre misterioso con fez (Arthur Edmund Carewe), en los sótanos. Argumentando si es o no es el fantasma, deciden preguntar a Joseph Buquet, un tramoyista que asegura haber visto la cara del fantasma. Buquet describe una horrible visión de un esqueleto viviente a las chicas, que luego son sobresaltadas por una sombra en la pared. Las travesuras del tramoyista Florine Papillon (Snitz Edwards) no divierten al hermano de Joseph, Simón (Gibson Gowland), quien lo persigue. Mientras tanto, Mme. Carlotta (Virginia Pearson), la prima donna de la Ópera de París, irrumpe en la oficina de los gerentes enfurecida. Ella ha recibido una carta del "Fantasma", exigiendo que Christine cante el papel de Marguerite la noche siguiente, amenazando con graves consecuencias si no cumplen sus demandas. Christine está en su camerino en ese momento, hablando con una voz fantasmal (que los espectadores ven como una sombra en la pared detrás del vestidor). La voz le advierte que tomará el lugar de Carlotta el miércoles y que ella debe pensar sólo en su carrera y su maestro.
Al día siguiente, en un jardín cerca de la Casa de la Ópera, Raoul se encuentra con Christine y le pide que reconsidere su oferta. Christine admite que ella ha estado bajo la tutela de una voz divina, el "espíritu de la música", y que es imposible detener su carrera ahora. Raoul le dice que él piensa que alguien le está jugando una broma, y ella sale corriendo enfadada.
El miércoles por la noche, Carlota está enferma y Christine toma su lugar en el escenario. Durante la presentación, los administradores deciden ir al palco 5 para ver exactamente quien lo ocupa. La acomodadora de los palcos no sabe quién es, ya que ella nunca ha visto su cara. Los dos directores entran en el palco y se sorprenden al ver una figura oscura sentada. Ellos corren afuera asustados hasta que recuperan la compostura, pero cuando entran al palco de nuevo, la persona se ha ido. En su próxima actuación, Christine llega triunfal al final de la obra y recibe una ovación en pie por parte del público. Cuando Raoul visita su camerino, ella finge no reconocerlo, porque sin el conocimiento de aquellos en la habitación que la felicitan, la voz del fantasma está presente. Raoul pasa el rato junto a su puerta, y después de que los otros se han ido, justo cuando está a punto de entrar, oye la voz dentro de la habitación. Escucha la voz indicando sus intenciones a Christine: "¡Pronto, Christine, este espíritu tomará forma y exigirá tu amor". Cuando Christine deja su habitación a solas, Raoul entra para encontrarla vacía. Carlotta recibe otra discordante nota del fantasma. Una vez más, exige que ponga una excusa y deje a Christine tomar su parte. Los gerentes también reciben una nota, reiterando que si Christine no canta, presentarán "Fausto" en una casa con una maldición sobre ella.
La noche siguiente, a pesar de las advertencias del Fantasma, una Carlotta desafiante aparece como Margarita. Al principio, la actuación va bien, pero pronto la maldición del fantasma toma forma, causando que la gran araña de cristal caiga sobre la audiencia. Christine corre a su camerino y sigue fascinada a la misteriosa voz a través de una puerta secreta detrás del espejo, descendiendo, en una secuencia onírica, semiconsciente a caballo por una escalera de caracol hasta las profundidades más bajas de la Opera. A continuación, es subida en góndola sobre un lago subterráneo por el enmascarado fantasma hasta su guarida. El fantasma se presenta como Erik y le declara su amor; Christine se desmaya, por lo que Erik se la lleva a una suite fabricada para su comodidad. Al día siguiente, cuando se despierta, se encuentra con una nota de Erik diciéndole que ella es libre de ir y venir como le plazca, pero que nunca debe mirar detrás de su máscara. En la habitación de al lado, el fantasma está tocando su composición, "Don Juan Triunfante." La curiosidad de Christine puede con ella, y se acerca sigilosamente detrás del fantasma y le arranca la máscara, revelando su horrible rostro deformado. Enfurecido, el fantasma le comunica sus planes para mantenerla prisionera. Ella le suplica poder visitar su mundo por última vez, y él acepta con la condición de que nunca vea a su pretendiente de nuevo.
Liberada de la mazmorra subterránea, Christine asiste a la cita con el baile de máscaras anual, adonde acude también el fantasma bajo el disfraz de la "Muerte Roja" (del cuento de Edgar Allan Poe del mismo nombre). Raoul encuentra a Christine y suben a la azotea de la Casa de la Ópera, donde ella le cuenta todo lo que pasó después de la caída de la gran lámpara. Sin embargo, el fantasma oculto tras la estatua de Apolo, les escucha celosamente. Raoul planea llevarse a Christine de manera segura a Londres después de la próxima actuación. Al salir de la azotea, el misterioso hombre del fez se acerca a ellos. Consciente de que el fantasma está esperándolos en la planta baja, él dirige a Christine y Raoul a otra salida.
La noche siguiente, Raoul se encuentra con Christine en su camerino. Ella ha oído la voz del fantasma, que le ha revelado que él conoce sus planes. Raoul ha encargado un carruaje y la tranquiliza diciendo que nada va a salir mal.
Entre bastidores, Simon encuentra el cuerpo de su hermano Joseph colgando de una soga y jura venganza. Durante la actuación, el fantasma secuestra a Christine durante un apagón. Raoul se apresura al camerino de Christine, y se encuentra con el hombre del fez, que se revela a sí mismo como el Inspector Ledoux, un policía secreto que ha estado estudiando los movimientos de Erik como el fantasma desde que escapó como un prisionero de la Isla del Diablo. Ledoux descubre la puerta secreta en la habitación de Christine y los dos hombres entran a las catacumbas de la Ópera de París en un intento por rescatar a Christine. En cambio, caen en la prisión del fantasma, una sala de torturas diseñada por él. El Conde de Chagny también ha encontrado un camino a las catacumbas en busca de su hermano, y una alarma que retumba alerta al fantasma de su presencia en un bote en el lago. El Conde es ahogado por Erik, quien se da cuenta también de la presencia de los otros dos hombres en la sala de torturas. Girando un interruptor, el fantasma somete a los dos prisioneros a un intenso calor.
El fantasma da a Christine una opción entre dos palancas: una con forma de escorpión y la otra con figura de saltamontes. Una de ellas salvará la vida de Raoul, pero a costa de que Christine se case con Erik, mientras que la otra va a hacer estallar la Ópera, pues también guarda gran cantidad de pólvora. Christine escoge el escorpión, pero es un truco del fantasma. En vez de "salvar" a Raoul y Ledoux de ser asesinados por el calor, la habitación cambia inundándose para ahogarlos. Christine le pide al fantasma salvar a Raoul, prometiéndole cualquier cosa a cambio, incluso convertirse en su esposa. Entonces en el último segundo, el Fantasma abre una trampilla en el suelo a través de la cual Raoul y Ledoux son salvados escapando.
Una turba, dirigida por Simon, se infiltra en la guarida del Fantasma. A medida que suena la alarma y la turba se acerca, el fantasma intenta huir con Christine en el carruaje destinado a ella y Raoul; la joven se arroja del vehículo en marcha y este vuelca al frenar los caballos el Fantasma. Mientras Raoul reanima a Christine, Erik es perseguido y asesinado por la turba, que lo arroja al río Sena para finalmente ahogarse. En un breve epílogo, Raoul y Christine se muestran en su luna de miel en Viroflay.

## Reparto
- Lon Chaney - Erik, El fantasma de la ópera.
- Mary Philbin - Christine Daaé.
- Norman Kerry - Raoul de Chagny, Vizconde Raoul de Chagny.
- Arthur Edmund Carewe - Ledoux, El Policía Persa.
- Gibson Gowland - Simon Buquet.
- Bernard Siegel - Joseph Buquet.
- John St. Polis - Philippe, el Conde de Chagny, hermano mayor del Vizconde Raoul de Chagny.
- Snitz Edwards - Florine Papillon.
- Virginia Pearson - Carlotta (y Madre de Carlotta en la versión de 1930)
- Mary Fabian - Carlotta (versión de 1930).

## Producción

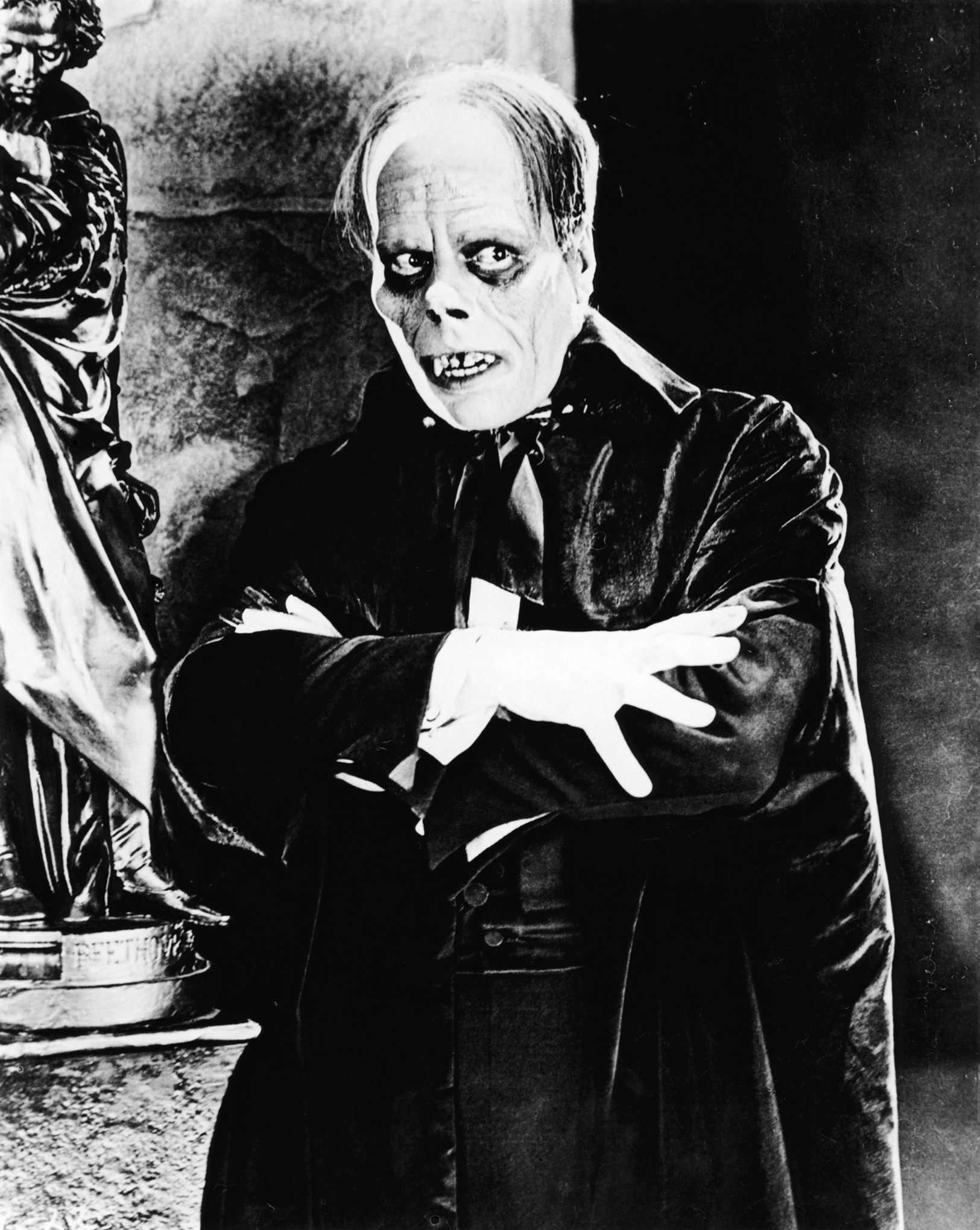
Lon Chaney, interpreta al Fantasma.

En 1922, Carl Laemmle, el presidente de Universal Pictures, se fue de vacaciones a París. Durante sus vacaciones Laemmle se reunió con el autor Gastón Leroux que estaba trabajando en la industria del cine francés. Durante una conversación que tuvieron, Laemmle le dijo a Leroux que admiraba la Ópera de París. Leroux le dio a Laemmle una copia de su novela El fantasma de la ópera. Laemmle leyó el libro en una noche y compró los derechos de la película como un vehículo para el actor Lon Chaney.
La producción se inició a finales de 1923 por Universal Studios y desde el principio tuvo problemas. Según el director de Fotografía, Charles Van Enger, Lon Chaney y el director Rupert Julian no se llevaban del todo bien. El preestreno fue en Los Ángeles el 7 y el 26 de enero de 1925. La música fue preparada por Joseph Carl Breil. No se conserva ninguna información sobre la música que se tocó, lo único que se sabe es que fue presentada con una orquesta de concierto que tocó la música compuesta por J. Carl Briel, compositor a su vez de la música de The Birth of a Nation. La cita exacta del día del Estreno en el Boletín del día decía: "Universal ha solicitado semanalmente una orquesta de 60 integrantes". Moving Picture World decía: "La música de Fausto proporciona la música [para la película]". Debido a la pobre crítica y reacciones, en enero se detuvo el estreno, y Julian dijo que debía volver a rodar la película. Sintiendo que quizás había sido demasiado bueno con el Estudio después de haber reemplazado a Erich Von Stroheim en Merry-go-round (1924), se retiró del proyecto.

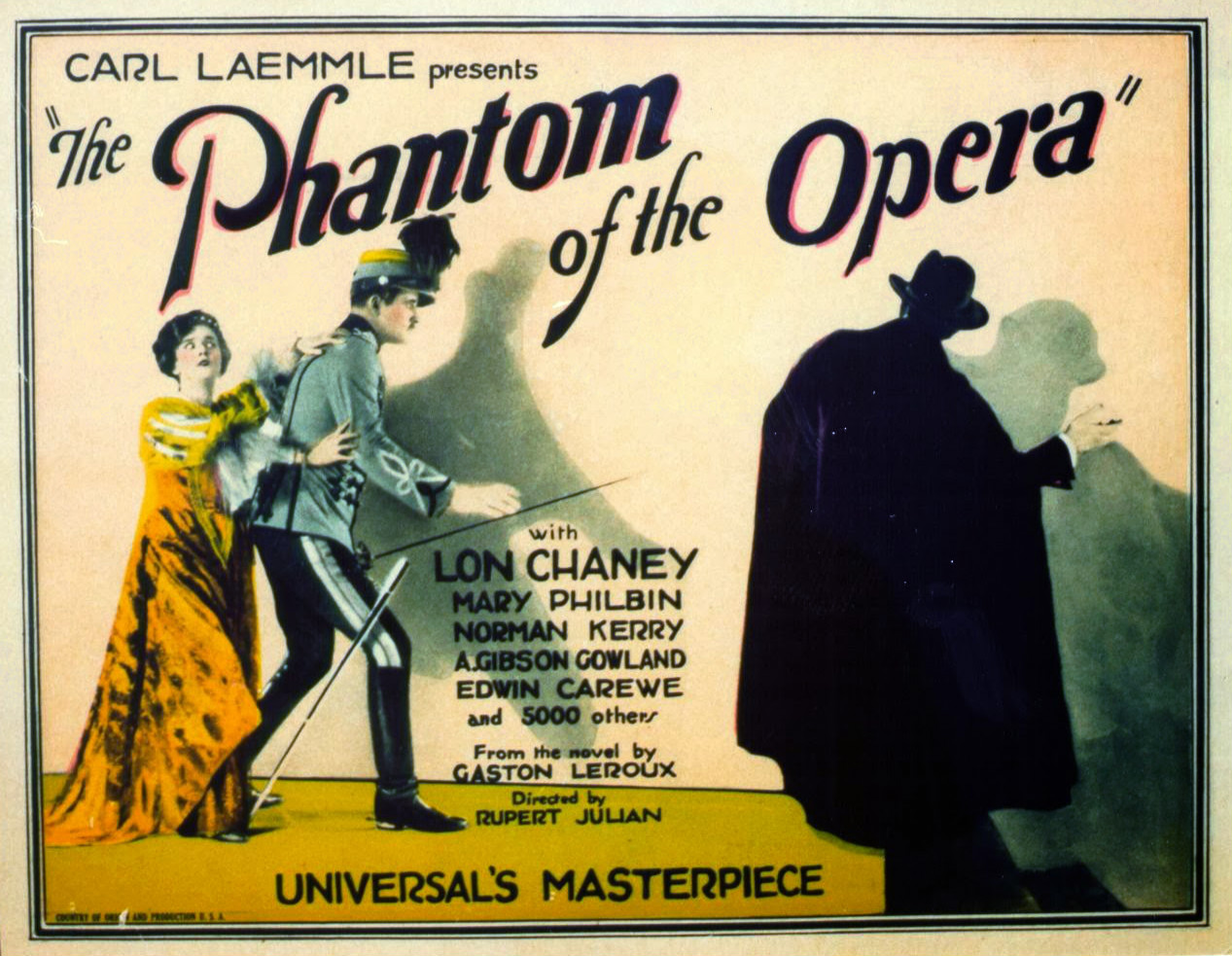
Afiche promocional

Edward Sedgwick fue asignado por el productor Carl Laemmle para volver a filmar y redirigir la mayor parte de la película. Raymond L. Schrock y el guionista original Elliot Clawson escribieron nuevas escenas a petición de Sedgwick. La película fue entonces cambiada a una comedia romántica con elementos de acción en vez del dramático thriller original. Esta versión fue preestrenada en San Francisco el 26 de abril de 1925, y tampoco convenció.
La tercera y última versión fue producto de Maurice Pivar y Lois Weber, quienes editaron la película a nueve carretes. Gran parte del material rodado por Sedgwick fue eliminado, excepto el final. Esta versión, que contiene material tanto de la versión original de Julian como alguno de la reelaboración de Sedgwick, se estrenó el 6 de septiembre de 1925, en el Teatro Astor en Nueva York.
A pesar de los problemas de producción, la película fue entonces un éxito en la taquilla, recaudando más de $2 millones. Fue reestrenada sonorizada y con algunos nuevos diálogos en 1930. Esta versión se ha perdido y solo se conserva la banda sonora.
La versión original y una vez restaurada, muestra los fotogramas tintados habituales en la época (solo el 10% de los films mudos eran en blanco y negro) y la parte del baile de máscaras y la azotea fue rodada en pionero tecnicolor. Los escenarios recreando la ópera parisina fueron los primeros levantados en un enorme plató de acero y cemento, que no fue demolido hasta 2014.